# Błagoj Georgiew
Błagoj Żorew Georgiew (buł. Благой Жорев Георгиев, ur. 21 grudnia 1981 roku w Sofii) – bułgarski piłkarz, występujący na pozycji środkowego lub prawego pomocnika.
Georgiew jest wychowankiem Slawii Sofia, w której barwach w I lidze do stycznia 2006 roku rozegrał 148 meczów i strzelił 36 goli. Od stycznia do lipca 2006 roku grał na wypożyczeniu w hiszpańskim Deportivo Alavés, a w latach 2006–2007 był zawodnikiem Crvenej Zvezdy Belgrad. Następnie odszedł do MSV Duisburg, a w 2008 roku wrócił do Slavii. Od 2009 do 2012 był piłkarzem Tereka Grozny. W 2013 roku został zawodnikiem Amkara Perm. W 2014 przeszedł do Rubinu Kazań.
Georgiew był regularnie powoływany do reprezentacji Bułgarii.